# Paul von Rohden
Paul von Rohden (Barmen, 12 dicembre 1862 – Pieterlen, 28 febbraio 1939) è stato un insegnante tedesco.
Figlio del teologo Ludwig von Rohden (1815–1889) e fratello dell'archeologo Hermann von Rohden (1852–1916) e del teologo Gustav von Rohden (1855–1942), studiò storia a Lipsia e a Berlino, dove fu influenzato da Theodor Mommsen. Dal 1889 in poi insegnò al ginnasio di Steglitz, per poi trasferirsi a Davos in Svizzera, dove nel 1896 lavorò brevemente come tutore. A partire dal 1899 insegnò lingue antiche e altre materie al Fridericianum di Davos.
È noto in particolare per le sue ricerche nel campo della prosopografia.